# Volta a Suïssa 1942
La Volta a Suïssa 1942 és la 9a edició de la Volta a Suïssa. Aquesta edició es disputà del 29 de juliol al 2 d'agost de 1942, amb un recorregut de 1.724 km distribuïts en 5 etapes. L'inici i final de la cursa fou a Zúric. El vencedor final fou el suís Ferdi Kübler, seguit pel també suïssos Willy Kern i el Fritz Stocker. Walter Diggelmann guanyà la classificació de la muntanya.

## Etapes
| Etapa | Data         | Recorregut              | Km    | Vencedor d'etapa       | Líder de la general |
| ----- | ------------ | ----------------------- | ----- | ---------------------- | ------------------- |
| 1ª    | 29 de juliol | Zúric - Winterthur      | 243,0 | Hans Maag (SUI)        | Hans Maag (SUI)     |
| 2ª    | 30 de juliol | Winterthur - Bellinzona | 264,4 | Ferdi Kübler (SUI)     | Ferdi Kübler (SUI)  |
| 3ª    | 31 de juliol | Bellinzona - Lucerna    | 173,0 | Hans Martin (SUI)      | Ferdi Kübler (SUI)  |
| 4ª    | 1 d'agost    | Lucerna - Lausana       | 229,6 | Albert Sommer (SUI)    | Ferdi Kübler (SUI)  |
| 5ª    | 2 d'agost    | Lausana - Zúric         | 266,0 | Edgar Buchwalder (SUI) | Ferdi Kübler (SUI)  |

## Classificació final
|    | Ciclista                | Equip     | Temps       |
| -- | ----------------------- | --------- | ----------- |
| 1  | Ferdi Kübler (SUI)      | Suïssa    | 33h 39' 02" |
| 2  | Willy Kern (SUI)        | Suïssa    | + 8' 20"    |
| 3  | Fritz Stocker (SUI)     | Suïssa    | + 11' 22"   |
| 4  | Pierre Brambilla (ITA)  | Itàlia    | + 12' 36"   |
| 5  | Hans Knecht (SUI)       | Suïssa    | + 12' 48"   |
| 6  | Pierre Cogan (FRA)      | Suïssa    | + 15' 47"   |
| 7  | Walter Diggelmann (SUI) | Suïssa    | + 20' 45"   |
| 8  | Karl Wyss (SUI)         | Suïssa    | + 21' 39"   |
| 9  | Albert Sommer (SUI)     | Suïssa    | + 29' 57"   |
| 10 | Christophe Didier (LUX) | Luxemburg | + 31' 48"   |